# Meshal Mubarak
Meshal Mubarak Budawood (ur. 25 lutego 1982 w Dosze) – katarski piłkarz występujący na pozycji obrońcy w klubie Al-Rajjan.

## Kariera piłkarska
Meshal Mubarak jest wychowankiem drużyny Al-Rajjan, grającego w Q-League. Wcześniej występował również w juniorach tego klubu. W sezonie 2002/2003 przebywał na wypożyczeniu w holenderskim Feyenoordzie, gdzie szkolił się w młodzieżowych drużynach i w Eredivisie nie zagrał ani minuty. Od sezonu 2009/2010 występuje w Al-Rajjanie.
Mubarak jest także wielokrotnym reprezentantem Kataru. W drużynie narodowej zadebiutował w 2000 roku, czyli w wieku 18 lat. Dotychczas strzelił jedną bramkę na arenie międzynarodowej. Został również powołany na Puchar Azji 2007, gdzie jego drużyna zajęła ostatnie miejsce w grupie. On sam wystąpił we wszystkich meczach tej fazy rozgrywek: z Japonią (1:1), Wietnamem (1:1) i Zjednoczonymi Emiratami Arabskimi (1:2), gdzie został ukarany żółtą kartką.